# Can't You Hear Me Knocking
Can't You Hear Me Knocking è un brano musicale del gruppo rock and roll britannico The Rolling Stones contenuto nel loro album Sticky Fingers del 1971.

## Il brano
La canzone ha una durata di più di sette minuti, e inizia con un caratteristico riff di chitarra in accordatura aperta opera di Keith Richards. Circa a due minuti e 43 secondi della canzone, inizia una lunga sezione strumentale e il brano si trasforma totalmente in un pezzo differente in stile fusion, con Rocky Dijon alle congas e il sassofono di Bobby Keys che eseguono assoli accompagnati dalle chitarre di Richards e Mick Taylor, e dall'organo di Billy Preston in una lunga improvvisazione di matrice jazz.

### Registrazione
Trattandosi di un brano dalla lunghezza insolita per i canoni degli Stones, con i suoi 7 minuti e 14 secondi di durata, è un pezzo esemplare della sperimentazione che la band stava mettendo in atto all'epoca con stili differenti, e risente di un'indiscutibile influenza che rimanda a Carlos Santana. Nonostante ciò, così si espresse Richards nel 2002 circa la registrazione del brano:
Mick Taylor nel 1979 raccontò nel corso di un'intervista:

### Riconoscimenti
Nel 2004, la rivista Rolling Stone classificò la canzone alla posizione numero 25 nella lista "The 100 Greatest Guitar Songs of All Time".

### Esecuzioni dal vivo
La canzone entrò a far parte della scaletta dei brani eseguiti durante il Licks Tour del 2002–2003 e il A Bigger Bang Tour del 2005–2007. In queste versioni dal vivo, Mick Jagger suonava un assolo all'armonica dopo quello di Keys al sax, e Ronnie Wood suonava un lungo assolo alla chitarra. Il pezzo è stato inoltre eseguito durante gli show del 2013, con Mick Taylor in veste di ospite speciale.

## Riferimenti in altri media
Il brano fa anche parte (insieme ad altri brani degli Stones) delle colonne sonore dei film Casinò diretto da Martin Scorsese nel 1995, The Fighter del 2010 e Blow del 2001.

## Formazione
- Mick Jagger - voce
- Keith Richards - chitarra ritmica, chitarra solista, cori
- Mick Taylor - chitarra solista, chitarra ritmica, cori
- Bill Wyman - basso
- Charlie Watts - batteria
- Bobby Keys - sassofono
- Rocky Dijon - congas
- Nicky Hopkins - piano
- Jimmy Miller - percussioni
- Billy Preston - organo